# 安部政吉
安部 政吉（あべ まさよし）は、戦国時代から安土桃山時代にかけての武将。上杉氏の家臣。

## 略歴
出自は不明であるが、上杉景勝に仕えて各地を転戦し、天正8年（1580年）、子・吉真と共に越後国栃尾城に入城する。間もなく越中国へ転じ、天正9年（1581年）、吉真や吉江宗信・中条景泰らと共に越中魚津城を守備する。
天正10年（1582年）、魚津城の戦いで織田信長の家臣・柴田勝家の攻撃を防ぎ、一時は押し返すが遂に落城し、城将と共に自害した。自害した日は本能寺の変で信長が死去した翌日であった。

## 登場作品
- 天地人（2009年、演：葛山信吾）